# Bangladesz na Letnich Igrzyskach Olimpijskich Młodzieży 2010
Bangladesz na Letnich Igrzyskach Olimpijskich Młodzieży w Singapurze w 2010 reprezentować będzie 6 sportowców w 3 dyscyplinach.

## Skład kadry

### Łucznictwo
- Emdadul Haque Milon
- Beauty Rai

### Strzelectwo
- Sadia Sultana

### Pływanie
- Mahfuzur Rahman
- Sonia Akhter
- Jewel Ahmed